# Kenny Loggins
Kenneth Clark „Kenny” Loggins (ur. 7 stycznia 1948 w Everett) – amerykański wokalista, kompozytor i gitarzysta.
Dwukrotny laureat Nagrody Grammy za piosenkę roku „What a Fool Believes” (1980) i za najlepszy męski występ wokalny pop „This Is It” (1981). Jako artysta solowy Loggins odniósł szereg sukcesów w dziedzinie ścieżki dźwiękowej, w tym nominację do Oscara za najlepszą piosenkę oryginalną i Zlotego Globu za najlepszą piosenkę „Footloose” w 1985. 
23 sierpnia 2000 odsłonił swoją gwiazdę w Alei Gwiazd w Los Angeles znajdującą się przy 7021 Hollywood Boulevard.

## Życiorys

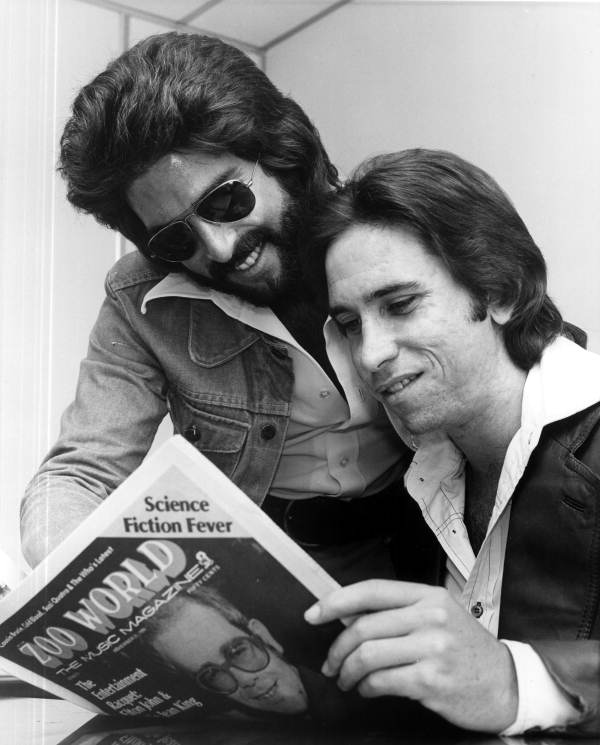
Kenny Loggins i Jim Messina, 1973

Urodził się w Everett w Waszyngtonie jako najmłodszy z trzech synów Liny (z domu Massie) i Roberta George’a Logginsa, sprzedawcy. Jego matka była pochodzenia włoskiego, a ojciec miał pochodzenie angielskie i irlandzkie. Miał dwóch starszych braci: Roberta (ur. 7 stycznia 1941) i Dana. Wraz z rodziną mieszkał w Detroit i Seattle, zanim osiedlił się w Alhambra w Kalifornii, gdzie w 1966 ukończył szkołę katolicką San Gabriel Mission High School. Pasadena City College w Pasadenie.
Założył zespół o nazwie Second Helping, który wydał trzy single w 1968 i 1969 na Viva Records. We wczesnych latach 70. grał w zespole Gator Creek. Kontynuował karierę razem z Jimem Messiną, grając jako duet pod nazwą Loggins and Messina, co trwało do roku 1976.
W 1977 wydał swój debiutancki, solowy album studyjny zatytułowany Celebrate Me Home, który zawierał przebój „I Believe In Love”, zaśpiewany w oryginale przez Barbrę Streisand w filmie Narodziny gwiazdy. W 1978 ukazała się jego druga płyta pt. Nightwatch, na której znalazł się utwór „Whenever I Call You Friend”, nagrany w duecie ze Stevie Nicks z Fleetwood Mac. Rok później miał premierę album pt. Keep The Fire, z którego pochodził m.in. przebój „This Is It”.
W następnej dekadzie Kenny nagrywał z powodzeniem piosenki, które były wykorzystane jako ścieżki dźwiękowe do filmów, co sprawiło, że został nazwany „Królem ścieżki dźwiękowej”. Nagrał m.in. piosenkę „I’m Alright” do komedii Harolda Ramisa Golfiarze (Caddyshack, 1980). Hitami stał się „Footloose” i „I’m Free (Heaven Helps the Man)” z filmu muzycznego Herberta Rossa Footloose (1984), „Danger Zone” i „Playin’ With The Boys” z dramatu akcji Tony’ego Scotta Top Gun (1986) oraz „Meet Me Half Way” z filmu przygodowego Menahema Golana Więcej niż wszystko (Over The Top, 1987).
Uczestniczył też w nagraniu piosenki „We Are the World” wraz z USA for Africa.
W latach 90. wydał albumy, takie jak Leap of Faith (1991) i Return To Pooh Corner (1993).
W późniejszych latach zajął się twórczością dla dzieci. Z Sherman Brothers napisał i nagrał piosenkę „Your Heart Will Lead You Home”, utwór do filmu animowanego Tygrys i przyjaciele (The Tigger Movie, 2000), a także stworzył ścieżkę dźwiękową do filmu Mój mały kucyk – Ucieczka z pałacu ciemności (2000).

## Życie prywatne
31 grudnia 1976 zawarł związek małżeński z Evą Ein, z którą ma troje dzieci: dwóch synów – Crosby’ego (ur. 15 grudnia 1980) i Cody’ego (ur. 1983) oraz córkę Isabellę (ur. 1988). 20 listopada 1990 doszło do rozwodu. 
Kiedy w 1982 Loggins miał problemy zdrowotne, został skierowany do Julii Cooper, terapeutki specjalizującej się w leczeniu okrężnicy. Ich związek ograniczał się do przyjaźni, ale pod koniec lat 80. Loggins rozstał się z żoną niemal w tym samym czasie, gdy Cooper opuściła męża. Rozwód Logginsa został prawomocny 20 listopada 1990, a on i Cooper pobrali się 11 lipca 1992. Mają syna Lukasa (ur. 1993) i córkę Hannę (ur. 1997). Para rozwiodła się 10 maja 2004. Obecnie związany jest z Lisą Hawkins.

## Dyskografia
- Celebrate Me Home (1977)
- Nightwatch (1978)
- Keep The Fire (1979)
- Kenny Loggins Alive (1980) (+DVD)[1]
- High Adventure (1982)
- Vox Humana (1985)
- Back To Avalon (1988)
- Leap Of Faith (1991)
- Live At The Grand Canyon (1992) DVD[1]
- Outside: From The Redwoods (1993)
- Return To Pooh Corner (1994)
- From The Redwoods (1994) DVD[1]
- Yesterday, Today, Tomorrow: The Greatest Hits (1997)
- The Unimaginable Life (1997)
- December (1998)
- The Essential Kenny Loggins (2002)
- It’s About Time (2003)
- How About Now (2007)
- All Join In (2009)

### ścieżki dźwiękowe do filmów
| Rok  | Utwór                             | Tytuł Filmu          |
| ---- | --------------------------------- | -------------------- |
| 1982 | „I’m Alright”                     | Golfiarze            |
| 1982 | „Lead the Way”                    | Golfiarze            |
| 1982 | „Make the Move”                   | Golfiarze            |
| 1982 | „Mr. Night”                       | Golfiarze            |
| 1984 | „Footloose”                       | Footloose            |
| 1984 | „I’m Free (Heaven Helps the Man)” | Footloose            |
| 1986 | „Danger Zone”                     | Top Gun              |
| 1986 | „Playing with the Boys”           | Top Gun              |
| 1987 | „Meet Me Halfway”                 | Więcej niż wszystko  |
| 1988 | „Nobody’s Fool”                   | Golfiarze 2          |
| 1994 | „Two Different Worlds”            | Księga dżungli       |
| 1996 | „For The First Time”              | Szczęśliwy dzień     |
| 2000 | „Your Heart Will Lead You Home”   | Tygrys i przyjaciele |